# Ministère de la Formation professionnelle et de l'Emploi
Pour les articles homonymes, voir Ministère du Travail.
Le ministère de la Formation professionnelle et de l'Emploi (arabe : وزارة التكوين المهني والتشغيل) est un ministère tunisien.

## Missions
Les attributions du ministère de la Formation professionnelle et de l'Emploi sont fixées par :
- le décret n°2010-84 du 20 janvier 2010[2], portant transfert d'attributions de l'ancien ministère de l'Éducation et de la Formation relatives à la formation professionnelle ;
- le décret n°2007-1717 du 5 juillet 2007[3], fixant les attributions du ministère de l'Emploi et de l'Insertion professionnelle des jeunes ;
- le décret n°2002-2950 du 11 novembre 2002[4], fixant les attributions du ministère de l'Éducation et de la Formation.

## Ministre
Le ministre de la Formation professionnelle et de l'Emploi est nommé par le président de la République tunisienne sur proposition du chef du gouvernement. Il dirige le ministère et participe au Conseil des ministres.

### Historique
Le ministre en titre est Riadh Chaouad, titulaire du portefeuille dans le gouvernement Madouri/Zaafrani, depuis le 25 août 2024.

### Liste
| Image | Nom                                                 | Parti                |                      | Gouvernement                                         | Début du mandat      | Fin du mandat        |                      |
| Ministère du Travail                                                                                                  | Ministère du Travail                                | Ministère du Travail | Ministère du Travail | Ministère du Travail                                 | Ministère du Travail | Ministère du Travail | Ministère du Travail |
| --- | --------------------------------------------------- | -------------------- | -------------------- | ---------------------------------------------------- | -------------------- | -------------------- | -------------------- |
| | Ali Ladhari (aussi chargé de la Prévoyance sociale) |                      |                      | Gouvernement Kaak                                    | 19 juillet 1947      | 16 août 1950         |                      |
| | Hamadi Badra (aussi chargé des Affaires sociales)   |                      |                      | Gouvernement Chenik II                               | 17 août 1950         | 26 mars 1952         |                      |
| | Chedly Ben Romdhane                                 |                      |                      | Gouvernement Mohamed Salah Mzali                     | 2 mars 1954          | 17 juin 1954         |                      |
| Ministère de la Formation professionnelle et de l'Emploi                                                              |                                                     |                      |                      |                                                      |                      |                      |                      |
| | Tahar Azaiez                                        | RCD                  |                      | Gouvernement Karoui                                  | 3 mars 1990          | 20 février 1991      |                      |
| | Taoufik Cheikhrouhou                                | Indépendant          |                      | Gouvernement Karoui                                  | 20 février 1991      | 9 juin 1992          |                      |
| | Moncer Rouissi                                      | RCD                  |                      | Gouvernement Ghannouchi I                            | 9 juin 1992          | 25 janvier 2001      |                      |
| | Faïza Kefi                                          | RCD                  |                      | Gouvernement Ghannouchi I                            | 25 janvier 2001      | 8 octobre 2001       |                      |
| | Néziha Zarrouk                                      | RCD                  |                      | Gouvernement Ghannouchi I                            | 8 octobre 2001       | 5 septembre 2002     |                      |
| | Chedly Laroussi                                     | RCD                  |                      | Gouvernement Ghannouchi I                            | 5 septembre 2002     | 29 août 2008         |                      |
| | Slim Tlatli                                         | RCD                  |                      | Gouvernement Ghannouchi I                            | 29 août 2008         | 14 janvier 2010      |                      |
| | Mohamed Agrebi                                      | RCD                  |                      | Gouvernement Ghannouchi I                            | 14 janvier 2010      | 17 janvier 2011      |                      |
| | Houssine Dimassi                                    | Indépendant          |                      | Gouvernement Ghannouchi II                           | 17 janvier 2011      | 18 janvier 2011      |                      |
| | Saïd Aïdi                                           | Indépendant          |                      | Gouvernement Ghannouchi II Gouvernement Caïd Essebsi | 27 janvier 2011      | 24 décembre 2011     |                      |
| | Abdelwahab Maatar                                   | CPR                  |                      | Gouvernement Jebali                                  | 24 décembre 2011     | 13 mars 2013         |                      |
| | Naoufel Jammali                                     | Indépendant          |                      | Gouvernement Larayedh                                | 13 mars 2013         | 29 janvier 2014      |                      |
| | Hafedh Laamouri                                     | Indépendant          |                      | Gouvernement Jomaa                                   | 29 janvier 2014      | 6 février 2015       |                      |
| | Zied Ladhari                                        | Ennahdha             |                      | Gouvernement Essid                                   | 6 février 2015       | 27 août 2016         |                      |
| | Imed Hammami                                        | Ennahdha             |                      | Gouvernement Chahed                                  | 27 août 2016         | 6 septembre 2017     |                      |
| | Faouzi Abderrahmane                                 | Afek Tounes          |                      | Gouvernement Chahed                                  | 6 septembre 2017     | 14 novembre 2018     |                      |
| | Sayida Ounissi                                      | Ennahdha             |                      | Gouvernement Chahed                                  | 14 novembre 2018     | 8 novembre 2019      |                      |
| | Taoufik Rajhi (intérim)                             | Indépendant          |                      | Gouvernement Chahed                                  | 8 novembre 2019      | 27 février 2020      |                      |
| | Fethi Belhaj                                        | Mouvement du peuple  |                      | Gouvernement Fakhfakh                                | 27 février 2020      | 2 septembre 2020     |                      |
| Du 2 septembre 2020 au 11 octobre 2021, c'est le ministre de la Jeunesse et des Sports qui est chargé du portefeuille |                                                     |                      |                      |                                                      |                      |                      |                      |
| | Nasreddine Nsibi                                    | Indépendant          |                      | Gouvernement Bouden                                  | 11 octobre 2021      | 22 février 2023      |                      |
| | Lotfi Dhiab                                         | Indépendant          |                      | Gouvernement Hachani/Madouri                         | 24 janvier 2024      | 25 août 2024         |                      |
| | Riadh Chaouad                                       | Indépendant          |                      | Gouvernement Madouri/Zaafrani                        | 25 août 2024         | en cours             |                      |

## Secrétaires d'État
- 2016-2018 : Sayida Ounissi
- 2020-2021 : Sihem Ayadi
- 2024 : Riadh Chaouad (chargé des Entreprises communautaires)
- depuis 2024 : Hasna Jiballah (chargée des Entreprises communautaires)